# Відеографія Брітні Спірс
Відеографія американської співачки Брітні Спірс складається з тридцяти п'яти відеокліпів, чотирьох відеозбірок, двох концертних відео, однієї музичної відеозбірки, і двох документальних фільмів.

## Музичні відео
| Рік  | Назва (переглядів на VEVO [10 серпня 2013])          | Альбом                        | Режисер                     |
| ---- | ---------------------------------------------------- | ----------------------------- | --------------------------- |
| 1998 | «...Baby One More Time» (80 млн)                     | ...Baby One More Time         | Найджел Дік                 |
| 1999 | «Sometimes» (35,3 млн)                               | ...Baby One More Time         | Найджел Дік                 |
| 1999 | «(You Drive Me) Crazy» (The Stop Remix!) (33 млн)    | ...Baby One More Time         | Найджел Дік                 |
| 1999 | «Born to Make You Happy" (11,9 млн)                  | ...Baby One More Time         | Біллі Вудрафф               |
| 1999 | «From the Bottom of My Broken Heart» (7,7 млн)       | ...Baby One More Time         | Грегорі Дарк                |
| 2000 | «Oops!... I Did It Again» (41,7 млн)                 | Oops!... I Did It Again       | Найджел Дік                 |
| 2000 | «Lucky» (33,1 млн)                                   | Oops!... I Did It Again       | Дейв Мейерс                 |
| 2000 | «Stronger» (34,8 млн)                                | Oops!... I Did It Again       | Джозеф Кан                  |
| 2001 | «Don't Let Me Be the Last to Know» (18,1 млн)        | Oops!... I Did It Again       | Герб Рітц                   |
| 2001 | «I'm a Slave 4 U» (36 млн)                           | Britney                       | Френсіс Лоуренс             |
| 2001 | «Overprotected» (37,7 млн)                           | Britney                       | Біллі Вудрафф               |
| 2002 | «I'm Not a Girl, Not Yet a Woman» (38,1 млн)         | Britney                       | Вейн Ішам                   |
| 2002 | «Overprotected» (Darkchild Remix)                    | Britney                       | Кріс Еплбаум                |
| 2002 | «I Love Rock 'N Roll» (9,1 млн)                      | Britney                       | Кріс Еплбаум                |
| 2002 | «Boys» (23,9 млн) (featuring Фарелл Вільямс)         | Britney                       | Дейс Мейерс                 |
| 2003 | «Me Against the Music» (featuring Мадонна) (3,3 млн) | In the Zone                   | Пол Хантер                  |
| 2004 | «Toxic» (73 млн)                                     | In the Zone                   | Джозеф Кан                  |
| 2004 | «Everytime» (42,1 млн)                               | In the Zone                   | Девід Лашапель              |
| 2004 | «Outrageous»                                         | In the Zone                   | Дейв Мейерс                 |
| 2004 | «My Prerogative» (12,7 млн)                          | Greatest Hits: My Prerogative | Джейк Нава                  |
| 2005 | «Do Somethin'»                                       | Greatest Hits: My Prerogative | Брітні Спірс, Біллі Вудрафф |
| 2005 | «Someday (I Will Understand)» (2,3 млн)              | Britney & Kevin: Chaotic      | Майкл Хауссман              |
| 2007 | «Gimme More» (80,8 млн)                              | Blackout                      | Брітні Спірс, Джейк Серфеті |
| 2007 | «Piece of Me» (50 млн)                               | Blackout                      | Вейн Ішам                   |
| 2008 | «Break the Ice» (38,1 млн)                           | Blackout                      | Роберт Гейлс                |
| 2008 | «Womanizer» (101,6 млн)                              | Circus                        | Джозеф Кан                  |
| 2008 | «Circus» (88,2 млн)                                  | Circus                        | Френсіс Лоуренс             |
| 2009 | «If U Seek Amy» (33 млн)                             | Circus                        | Джейк Нава                  |
| 2009 | «Radar» (31 млн)                                     | Circus                        | Дейв Мейерс                 |
| 2009 | «Kill The Lights» (2,6 млн)                          | Circus                        | PUNY                        |
| 2009 | «3» (31,5 млн)                                       | The Singles Collection        | Дайан Мартел                |
| 2011 | «Hold It Against Me» (88,3 млн)                      | Femme Fatale                  | Юнас Окерлунд               |
| 2011 | «Till the World Ends» ( 119,1 млн)                   | Femme Fatale                  | Рей Кей                     |
| 2011 | «I Wanna Go» (140,6 млн)                             | Femme Fatale                  | Кріс Маррс Пілієро          |
| 2011 | «Criminal» (10,8 млн)                                | Femme Fatale                  | Кріс Маррс Пілієро          |
| 2013 | «Ooh La La» (14,9 млн)                               | Смурфики 2                    | Марк Класфельд              |

## Відео-альбоми
| Назва                                      | Деталі                                                                    | Сертифікації                             |
| ------------------------------------------ | ------------------------------------------------------------------------- | ---------------------------------------- |
| Time Out with Britney Spears               | - Випущено: 21 грудня 1999 - Лейбл: Jive - Формати: DVD, VHS              | - US: 3× Платиновий                      |
| Live and More!                             | - Випущено: 21 листопада 2000 - Лейбл: Jive - Формати: DVD, VHS           | - US: 3× Платиновий - FR: Платиновий     |
| Britney: The Videos                        | - Випущено: 20 листопада 2001 - Лейбл: Jive - Формат: DVD                 | - US: 2× Платиновий                      |
| Live from Las Vegas                        | - Випущено: 12 лютого 2002 - Лейбл: Jive - Формат: DVD                    | - US: 2× Платиновий - AUS: Platinum      |
| In the Zone                                | - Випущено: 6 квітня 2004 - Лейбл: Jive - Формат: DVD/CD                  | - US: Платиновий                         |
| Greatest Hits: My Prerogative              | - Випущено: 9 листопада 2004 - Лейбл: Jive - Формат: DVD                  | - US: 2× Платиновий - AUS: 3× Платиновий |
| Britney & Kevin: Chaotic                   | - Випущено: 27 вересня 2005 - Лейбл: Jive - Формат: DVD/CD                |                                          |
| Britney: For the Record                    | - Випущено: 7 квітня 2009 - Лейбл: Jive - Формат: DVD                     |                                          |
| Britney Spears Live: The Femme Fatale Tour | - Випущено: 21 листопада 2011 - Лейбл: RCA - Формати: DVD/CD, Blu-ray, 3D | - US: Платиновий - AUS: Золотий          |